# 古田佑紀
古田 佑紀（ふるた ゆうき、男性、1942年4月8日 - 2025年3月20日）は、日本の元検事、最高裁判所判事（2005年8月2日 - 2012年4月7日）。北海道出身。

## 略歴
- 東京都立戸山高等学校卒業
- 1967年 東京大学法学部卒業
- 同年 司法修習生
- 1969年 検事任官
- 1984年 法務省刑事局参事官
- 1987年 東京地方検察庁検事
- 1990年 法務省刑事局青少年課長
- 1991年 法務省刑事局国際課長
- 1993年 法務大臣官房審議官（刑事局担当）
- 1998年 宇都宮地方検察庁検事正
- 1999年 最高検察庁検事
- 同年 法務省刑事局長
- 2002年 最高検察庁刑事部長
- 2003年 次長検事
- 2004年 退官
- 2005年 同志社大学法科大学院教授
- 2005年8月2日 - 最高裁判所判事就任
- 2005年9月11日 - 最高裁判所裁判官国民審査において、罷免を可とする票5,177,016票、罷免を可とする率8.02%で信任。同時に審査された6判事のうち罷免を可とする票の数が最多であった[2]。
- 2012年4月7日 - 最高裁判所判事定年退官
- 2012年8月 - 弁護士登録
- 2013年11月 - 旭日大綬章受章[3]
- 2015年9月 - 東芝社外取締役
- 2025年3月20日、間質性肺炎のため、死去した[1]。82歳没。死没日付をもって正三位に追叙された[4]。

## 担当審理

### 大法廷判決に対する対応
- 平成17年9月11日において行われた衆議院総選挙の小選挙区の区割規定が憲法14条1項等に反していたか。多数意見（合憲・補足意見）
- 衆議院議員小選挙区選出議員選挙について候補者届出政党と無所属候補者に対する選挙運動の差異を設けることは憲法14条1項等に反するか。多数意見（合憲）
- 国籍法3条1項は憲法14条1項に違反するか。反対意見（合憲）

### 小法廷判決に対する対応
- 2006年10月：ネスレ日本組合役員解雇事件 - 懲戒解雇は無効との逆転勝訴判決。
- 2008年2月：三島女子短大生焼殺事件 - 裁判長裁判官。
- 2008年3月：袴田事件 - 再審請求棄却
- 2008年8月：高知白バイ衝突死事件 - 上告を棄却。
- 2009年9月：広島小1女児殺害事件 - 裁判長裁判官。裁判員制度のモデルケース。
- 2011年7月：賃貸マンションにおける更新料訴訟 - 更新料が有効との初の判断。